# Alamis umbrina
Alamis umbrina är en fjärilsart som beskrevs av Achille Guenée 1852. Alamis umbrina ingår i släktet Alamis och familjen nattflyn. Inga underarter finns listade i Catalogue of Life.